# أرلاط
أرلاط كان إلهًا في الجزيرة العربية قبل الإسلام، ووفقًا للمؤرخ اليوناني هيرودوت في القرن الخامس قبل الميلاد، فإن أرطلوط يُحدد بالإله اليوناني ديونيسوس:
ولا يؤمنون بأي آلهة أخرى غير ديونيسوس والسماوية أفروديت؛ ويقولون إنهم يرتدون شعرهم كما يفعل ديونيسوس، فيقطعونه حول الرأس ويحلقون الصدغين. يُطلقون على ديونيسوس اسم "أوروتالت"؛ وأفروديت، اللات.

يُعرف أيضًا باسم دو شرا أو دوساريس (الذي يعني "مالك (الجبل) شرا")، وكان أرلاط يُعبد من الأنباط العرب الذين سكنوا جنوب الأردن وكنعان والجزء الشمالي من شبه الجزيرة العربية.

## علم أصول الكلمات
تذكر موسوعة ميريام وبستر للأديان العالمية  أن كلمة أرلاط هي نسخة صوتية من اسم إله الشمس رضى.
قاموس بروير للعبارات والحكايات يشتق هذه الكلمة من تحريف كلمة ("الله تعالى"). يمكن تفسير النسخ من الله تعالى إلى أرلاط على النحو التالي: عادةً ما يتم مساواة الحرف السامي "ل" بـ "ر" في اليونانية، والعكس صحيح. على سبيل المثال، كلمة "نهر" هي Nahr في اللغة العربية، وNehar في العبرية و Nahal في اللغات السامية الأخرى، والتي من المحتمل أنها نُسخت إلى Νεῖλος في اليونانية (كما في نهر النيل).